# دون كيرخام
دون كيرخام (بالإنجليزية: Don Kirkham)‏ (و. 1908 – 1998 م) هو فيزيائي من الولايات المتحدة الأمريكية . ولد في بروفو.

## جوائز
حصل على جوائز منها:
- زمالة غوغنهايم.